# Wahadło sferyczne

Wahadło sferyczne, kąty i prędkości

Wahadło sferyczne – punktowa masa zawieszona na nierozciągliwej nici zamocowanej w punkcie. Swobodę ruchu wahadła ogranicza tylko nić.
Wahadło sferyczne ma położenie równowagi, w którym nić wahadła jest pionowa.
Wahadło takie w ogólności porusza się po elipsie wykreślonej na powierzchni sfery ograniczającej ruch wahadła.

## Historia
Pierwsze systematyczne prace nad badaniem ruchu wahadła sferycznego prowadził w drugiej połowie XVII wieku Christiaan Huygens. W swej pracy dotyczącej konstrukcji dokładnego zegara z wahadłem stożkowym wymienia kilkanaście związków między prędkością, promieniem, okresem ruchu wahadła stożkowego i ich znaczenie w praktycznej konstrukcji zegara.
W publikacji z 1735 roku Alexis Clairaut znajduje wyrażenia na małą zmianę położenia wahadła. Zapisuje wyrażenia całkowe na ruch wahadła sferycznego i wskazuje, że nie można ich rozwiązać analitycznie. Zapisuje wyrażenia na najmniejszą i największą wysokość wahadła w zależności od jego położenia i prędkości początkowej. Znajduje zależność czasu wahnięcia od wysokości maksymalnej wahadła. Rozwiązuje niektóre szczególne przypadki ruchu wahadła.
Postęp w analizie wahadła wnosi nowy formalizm analizy ruchu prowadzony przez Lagrange’a w 1788 roku. Choć nie zachowały się publikacje Lagranga opisujące rozwiązania wahadła, to autorzy podręczników z XIX w odsyłają do jego prac.
W XIX wahadło sferyczne nie wzbudzało większego zainteresowania. Było tylko kilka krótkich prac na jego temat. Jedną z nich były praca Puiseux z 1842 roku, w której autor koncentruje się na własnościach orbity, a nie na szukaniu pełnego rozwiązania. Udowadnia matematycznie, obserwowane własności orbity. Bez względu na parametry początkowe ruchu minimalna wysokość wahadła jest poniżej punktu zawieszenia (kąt większy od 90°). W płaszczyźnie poziomej ruchu wahadła opisuje elipsa, której osie obracają się (precesja) w tym samym kierunku w którym obciążnik obiega elipsę. W 1851 roku George Biddell Airy formułuje wzór na precesję wahadła, wykonuje eksperymenty z ruchem wahadła.
Richelot wydaje pracę, w której rozważa wahadło w przybliżeniu małych drgań jako równania i rozpatruje zaburzenia jego ruchu w wyniku wzrostu amplitudy, oporów.
Prawdopodobnie jako pierwszy w 1852 roku Tissot wprowadza nową teorię całek funkcji eliptycznych do opisu wahadła sferycznego.

## Przybliżenie małego kąta wychyleń
Dla małych kątów wychyleń można przyjąć, że {\displaystyle sin\theta =\theta ,} wówczas równania ruchu można opisać w kartezjańskim układzie współrzędnych:
{\displaystyle m{\frac {d^{2}x}{dt^{2}}}=-{\frac {mg}{l}}x,}
{\displaystyle m{\frac {d^{2}y}{dt^{2}}}=-{\frac {mg}{l}}y.}
Rozwiązania można zapisać jako:
{\displaystyle x(t)=A\cos(\omega t+\phi _{x}),}
{\displaystyle y(t)=B\cos(\omega t+\phi _{y}),}
gdzie:
{\displaystyle \omega ^{2}={\frac {g}{l}}.}
W tym przybliżeniu wahadło takie bez względu na warunki początkowe wykonuje drgania z częstotliwością taką samą jak wahadło matematyczne.
Stałe ruchu A_x, A_y, {\displaystyle \phi _{x},\phi _{y}} określa się na podstawie warunków początkowych ruchu wahadła. Przyjmując, że w chwili {\displaystyle t=0} wahadło znajduje się w punkcie nawrotu (x <> 0, y = 0, Vx <> 0 i Vy = 0), to równania ruchu można zapisać:
{\displaystyle x(t)=A\cos(\omega t),}
{\displaystyle y(t)=B\sin(\omega t).}
Są to równania parametryczne elipsy o półosiach A i B. Wahadło porusza się po elipsie bez zmiany płaszczyzny osi elipsy.

## Opis matematyczny

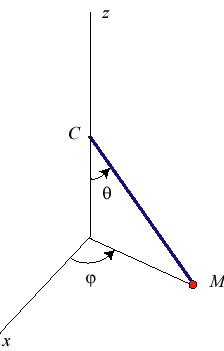
Współrzędne wahadła

Położenie wahadła można opisać w kartezjańskim układzie współrzędnych lub w sferycznym o początku w punkcie zawieszenia wahadła. Oś z jest pionowa.
Związki między współrzędnymi:
{\displaystyle x=l\sin \theta \cos \phi ,}
{\displaystyle y=l\sin \theta \sin \phi ,}
{\displaystyle z=l\cos \theta .}
Energia potencjalna i kinetyczna wahadła:
{\displaystyle E_{p}=mgz=-mgl\cos \theta ,}
{\displaystyle E_{k}={\frac {mv^{2}}{2}}={\frac {1}{2}}ml^{2}({\dot {\theta }}^{2}+\sin ^{2}\theta {\dot {\phi }}^{2}).}
Lagranżjan dla tego układu wynosi:
{\displaystyle L={\frac {1}{2}}ml^{2}({\dot {\theta }}^{2}+sin^{2}\theta {\dot {\phi }}^{2})+mgl\cos \theta .}
Pochodna względem szybkości zmiany kąta θ jest momentem pędu wahadła względem osi z i jest stała:
{\displaystyle M_{z}={\frac {\partial L}{\partial {\dot {\theta }}}}=ml^{2}sin^{2}\theta {\dot {\phi }}.}
Równanie ruchu wahadła:
{\displaystyle {\frac {d}{dt}}\left({\frac {\partial L}{\partial {\dot {\theta }}}}\right)-{\frac {\partial L}{\partial \theta }}=0.}
Z równania ruchu wynika:
{\displaystyle {\ddot {\theta }}+{\frac {g}{l}}\sin \theta -\sin \theta \cos \theta {\dot {\phi }}^{2}=0.}
W ogólności równania nie można rozwiązać metodami analitycznymi.

### Wahadło proste
Jeżeli φ jest stałe, wówczas jego pochodna jest równa 0, skutkuje tym, że trzeci wyraz jest równy 0, wówczas równanie sprowadza się do równania wahadła matematycznego.
{\displaystyle {\ddot {\theta }}+{\frac {g}{l}}\sin \theta =0.}
Wahadło takie porusza się w płaszczyźnie.

### Wahadło stożkowe
Jeżeli wahadło nie zmienia swej odległości od punktu równowagi (θ jest stała), równanie sprowadza się do:
{\displaystyle {\frac {g}{l}}=\cos \theta {\dot {\phi }}^{2}.}
Co prowadzi do wyrażeń na częstość i okres wahadła:
{\displaystyle \omega ={\dot {\phi }}={\sqrt {\frac {g}{l\cos \theta }}}={\frac {\omega _{0}}{\sqrt {\cos \theta }}}.}
Wahadło porusza się po poziomym okręgu, a powyższe równanie określa prędkość kątową ciała w tym ruchu. Promień okręgu wynosi:
{\displaystyle R=l\cos \theta .}
Dla małych promieni częstość, a tym samym i okres drgań, jest taki jak dla wahadła prostego. W miarę wzrostu częstości rośnie wychylenie.

### Precesja

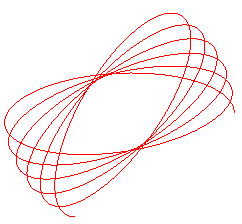
Tor ruchu wahadła sferycznego.

Przyjmując, że wahadło sferyczne jest zaburzonym wahadłem stożkowym, wprowadzając oznaczenie
{\displaystyle \theta =\theta _{0}+\partial \theta ,}
gdzie:
{\displaystyle \theta _{0}} – częstość wahadła stożkowego.
Po rozłożeniu równania wahadła w szereg Taylora i pozostawiając jedynie wyrazy pierwszego stopnia, w przybliżeniu:
{\displaystyle \partial {\ddot {\theta }}+{\dot {\phi }}_{0}^{2}(1+3cos^{2}\theta _{0})\partial \theta \approx 0.}
Rozwiązaniem tego równania jest:
{\displaystyle \theta \approx \theta _{0}+\partial \theta _{0}\cos(\Omega t),}
gdzie:
{\displaystyle \Omega ={\dot {\phi }}_{0}{\sqrt {1+3\cos ^{2}\theta _{0}}}.}
Zatem kąt {\displaystyle \theta } wykonuje prosty ruch harmoniczny o średniej wartości {\displaystyle \theta _{0},} zmieniając się z częstością kątową {\displaystyle \Omega .}
Teraz kąt {\displaystyle \phi } jest zwiększony o
{\displaystyle \Delta \phi \approx {\dot {\phi }}_{0}{\frac {\pi }{\Omega }}={\frac {\pi }{\sqrt {1+3\cos ^{2}\theta _{0}}}}.}
Kąt nachylenia względem pionowej, {\displaystyle \theta ,} przechodzi pomiędzy kolejnymi maksimami i minimami. Jeżeli, {\displaystyle \theta _{0}} jest mały, to {\displaystyle \Delta \phi } jest nieco większa niż {\displaystyle \pi /2.} Skoro, {\displaystyle \Delta \phi } jest nieco większa niż {\displaystyle \pi /2} (90°) oznacza, że kształt ten precesuje wokół osi z w tym samym kierunku co obrót wahadła. Precesja wzrasta gdy kąt nachylenia {\displaystyle \theta _{0}} wzrasta.
Dla wahadła poruszającego się prawie w płaszczyźnie, precesję określa przybliżony wzór na prędkość kątową obrotu osi elipsy (precesja Airy):
{\displaystyle \omega _{pr}={\frac {3A}{4l^{2}T}}={\frac {3}{8}}{\frac {ab}{l^{2}}}\omega _{w}={\frac {3}{8}}{\frac {ab}{g^{2}}}\omega _{w}^{5},}
gdzie:
{\displaystyle a,\ b} – półosie elipsy,
{\displaystyle g} – przyspieszenie ziemskie,
{\displaystyle \omega _{w}} – częstość kołowa wahadła.